# Zuragkogel
Der Zuragkogel ist ein Berg des Kaunergrats, eines Gebirgszuges der Ötztaler Alpen. Der Berg steht direkt nördlich des Rifflsees und ist Teil eines vom Brandkogel zur Seekarlesschneid streichenden Kammes. Er hat Grate nach Westen (zum Hohen Kogel), nach Süden (zum Brandkogel) und nach Nordosten (zum Steinkogel). Sein Süd- und Nordostgrat umgrenzt das Alzeleskar, das südöstlich des Berges liegt.
Vom Brandkogel aus vermittelt die Form des Bergs den Eindruck eines hohen Vulkankegels. Auffällig ist besonders sein zerrissener Bogengrat zum Brandkogel mit einigen Gratabbrüchen und Grattürmen. In seiner Südflanke zieht ein Rinnensystem in Richtung Rifflsee herab. Die Grate des Zuragkogels bestehen aus ziemlich brüchigem Gestein. Am Gipfel des Berges befindet sich ein Steinmann mit Markierungsstange.

## Routen
Die Route vom Brandkogel führt über den anfangs breiten, blockigen Westgrat in Richtung der ersten Erhebung. Immer am Grat mit einigen kleineren Umgehungen in der Südseite. Beim ersten ausgeprägten Gratkopf (Steinmann) Umgehung in der Nordseite und Rückkehr auf den Grat, der bis kurz vor den großen Abbruch im Bogen weiterverfolgt wird. Südlich herab vom Grat und unter dem Gratbogen herum bis vor den großen Abbruch. Den Abbruch überwindet man durch Kletterei zur Scharte bei einem Gratzacken der in halber Höhe des Abbruchs ganz links liegt. Nun auf der Westseite des zerrissenen Grates durch Blöcke steil empor, bis der Abbruch überwunden ist. Nun bis vor den auffälligen Gratturm, links hinab und am Turm vorbei. Man gewinnt die Grathöhe am folgenden Gratabbruch wieder, indem man in einigen Rissen links aufwärtssteigt. Nun über den steilen, aber breiten Südgrat des Zuragkogels in leichter Kletterei empor zum Gipfel mit Steinmann.
Ebenfalls vom Brandkogel begeht man dessen Westgrat bis eine Querung ins Alzeleskar möglich ist. Man quert immer an der linken Seite unterhalb des Westgrates durchs oft schneeerfüllte Kar. Kurz vor dem Gratbogen zu einer Felsgruppe an der eine Schuttrinne aufwärts führt. Durch die Schuttrinne äußerst mühsam zum auffälligen Gratturm und durch das Gratfenster auf die Westseite des Grates, wo man wie oben in Richtung Gipfel weitersteigt.
Weitere mögliche Routen sind die Überschreitung des Grates vom Steinkogel her oder der direkte Aufstieg über den Nordgrat über schwarze Platten.

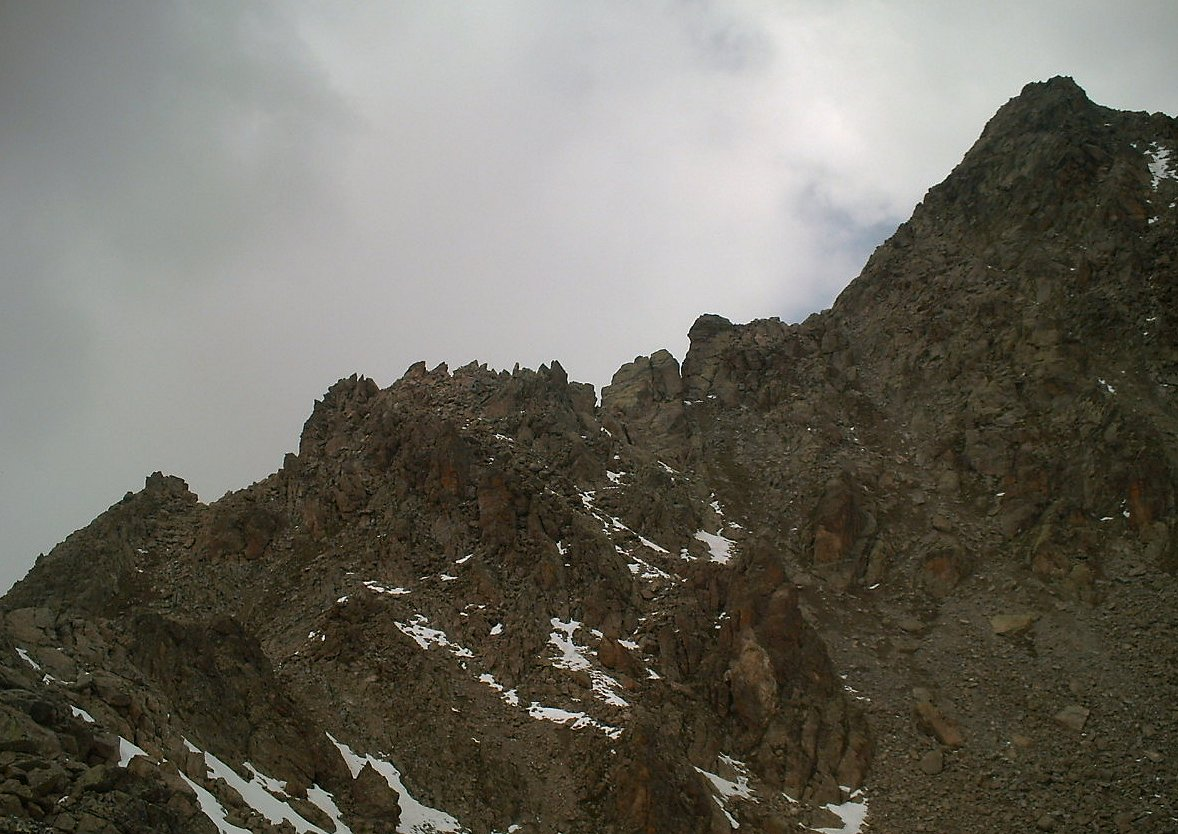
Der bogenartige Südgrat mit Gratabbruch und Türmen
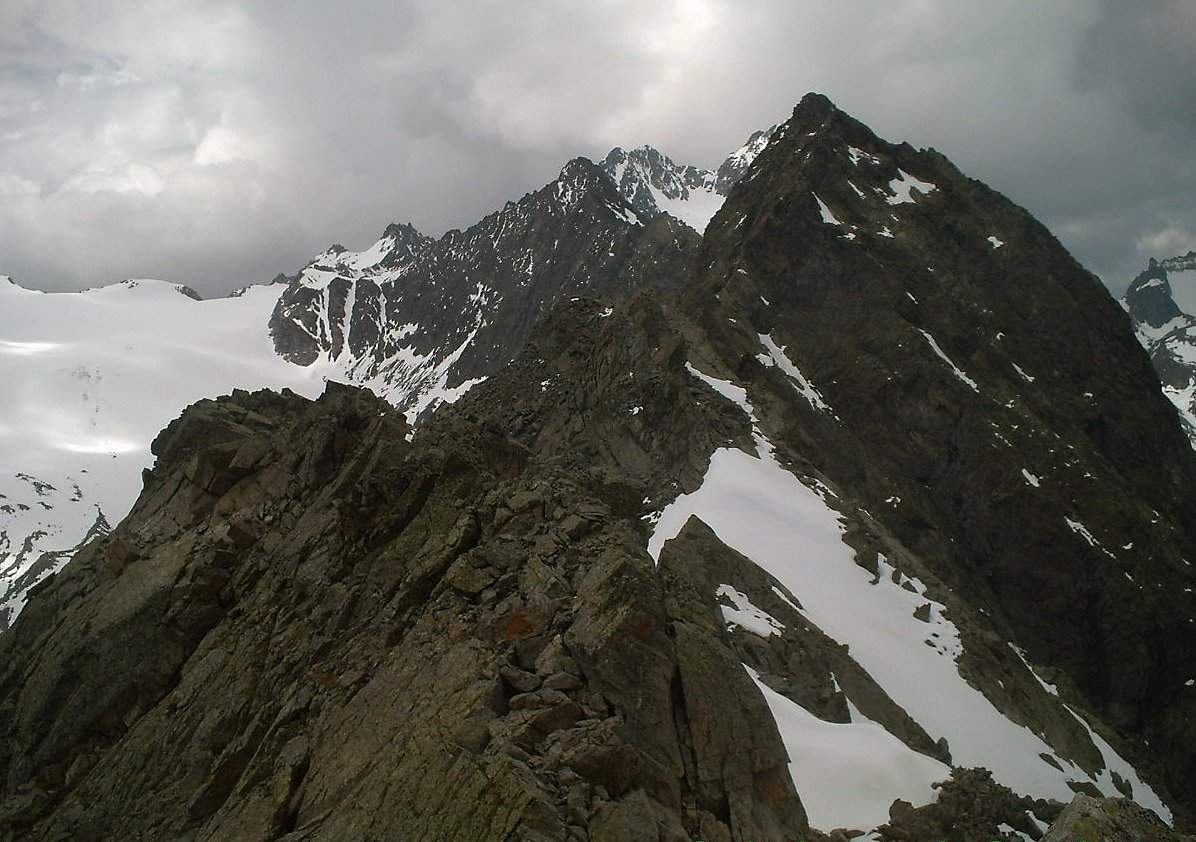
Der Gratkamm zu Hohem Kogel und Seekarlesschneid
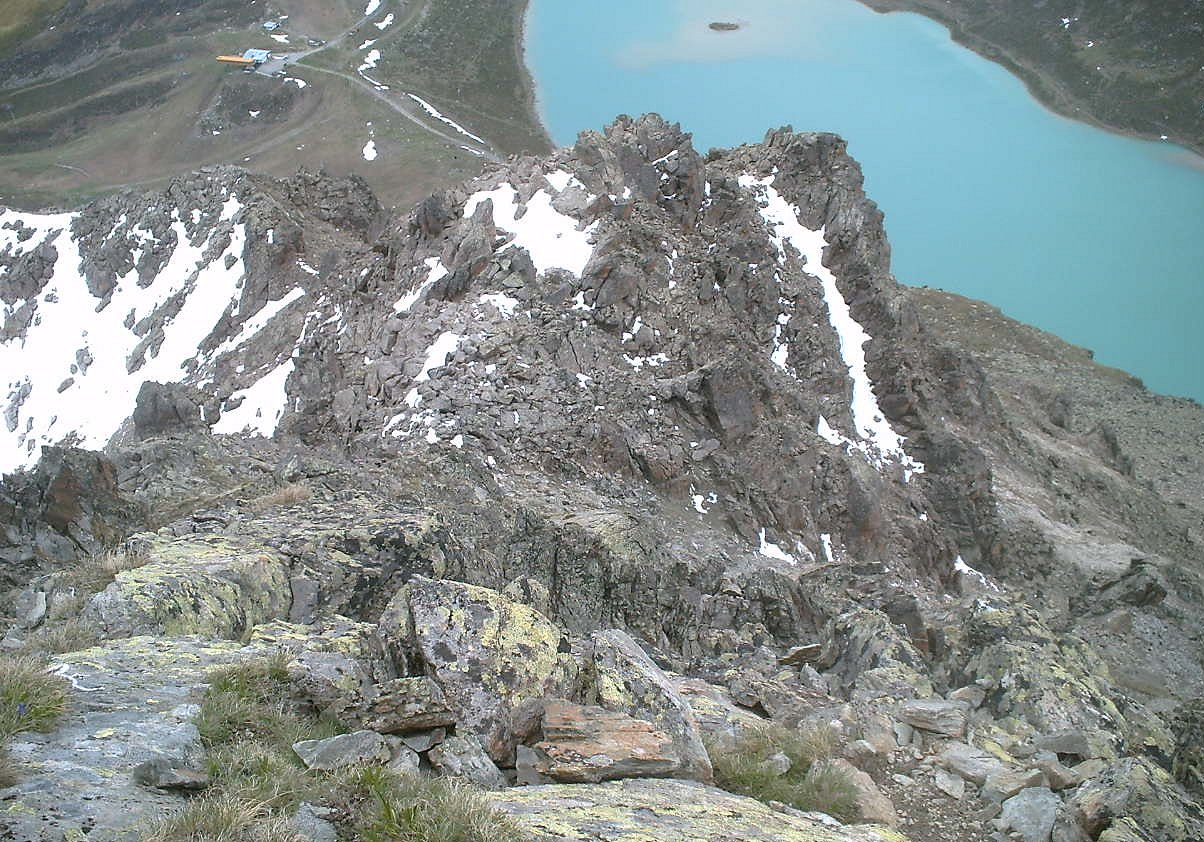
Der zerrissene Südgrat aus Gipfelnähe